# Nattapon Theputhai
Nattapon Theputhai (thailändisch ณัฐพล เทพอุทัย, * 2. September 1991), auch als Boat bekannt, ist ein thailändischer Fußballspieler.

## Karriere
Nattapon Theputhai spielte von 2013 bis 2015 in Bangkok beim Erstligisten Army United. Mit dem Club spielte er in der ersten Liga, der Thai Premier League. Ende 2015 verließ er den Club. Die Hinserie 2016 spielte er beim Nakhon Pathom United FC in Nakhon Pathom, die Rückserie 2016 beim Khon Kaen United FC in Khon Kaen. 2017 wechselte er nach Pathum Thani, wo er sich dem Erstligisten Bangkok Glass anschloss. Für den Club spielte er sechsmal in der ersten Liga. Nach einer Saison wechselte er 2018 zum Ligakonkurrenten Chainat Hornbill FC nach Chainat. Nach 23 Erstligaeinsätzen ging er 2019 zu Air Force Central. Der Verein spielte in der zweiten Liga, der Thai League 2. Nachdem der Club Ende 2019 seinen Rückzug aus der Liga bekannt gab, wechselte er zum Erstligisten Suphanburi FC nach Suphanburi. Nach der Hinrunde, in der er nicht zum Einsatz kam, wechselte er zur Rückrunde zum Drittligisten Songkhla FC. Mit dem Verein aus Songkhla wurde er Meister der Southern Region. In den Aufstiegsspielen zur Zweiten Liga schied man nach der Gruppenphase aus. Im August 2021 unterschrieb er einen Vertrag beim Erstligaaufsteiger Khon Kaen United FC. Für den Erstligisten stand er zweimal in der ersten Liga auf dem Spielfeld. Im Juli 2022 wechselte er in die dritte Liga. Hier schloss er sich dem Phitsanulok FC an. Mit dem Verein aus Phitsanulok spielte er zwölfmal in der Northern Region der Liga. Nach einer Saison wechselte er im Sommer 2023 in die Western Region. Hier schloss er sich in Lop Buri dem Drittligisten Lopburi City FC an. Nach zehn Ligaspielen wurde sein Vertrag im Dezember 2024 nicht verlängert.

## Erfolge
Songkhla FC
- Thai League 3 – South: 2020/21